# 공주군 을
공주군 을은 대한민국의 옛 국회의원 선거구이다. 당시 충청남도 공주군의 일부 지역을 관할했다.

## 역사
제헌 국회의원 선거를 앞두고 공주군 장기면, 의당면, 정안면, 우성면, 사곡면, 신풍면, 유구면을 관할하는 선거구로 신설되었다.
제6대 국회의원 선거를 앞두고 공주군 갑, 을 선거구가 통합되면서 공주군 단일 선거구를 이루게 됨에 따라 폐지되었다.

## 역대 국회의원
| 선거   | 정당 | 정당       | 의원   |
| ------ | ---- | ---------- | ------ |
| 1948년 |      | 무소속     | 신방현 |
| 1950년 |      | 대한국민당 | 김명동 |
| 1952년 |      | 대한국민당 | 윤치영 |
| 1954년 |      | 자유당     | 김달수 |
| 1958년 |      | 민주당     | 김학준 |
| 1960년 |      | 민주당     | 김학준 |

## 역대 선거 결과

### 대한민국 제헌 국회의원 선거
|  | 25.47% |

|  | 22.19% |

|  | 20.71% |

|  | 11.97% |

|  | 7.92% |

|  | 6.07% |

|  | 5.64% |

|  | 0% |

### 대한민국 제2대 국회의원 선거
|  | 20.94% |

|  | 16.21% |

|  | 15.70% |

|  | 14.86% |

|  | 10.72% |

|  | 7.18% |

|  | 5.37% |

|  | 3.95% |

|  | 2.86% |

|  | 2.16% |

|  | 0% |

|  | 0% |

|  | 0% |

|  | 0% |

|  | 0% |

### 1952년 대한민국 재보궐선거
김명동 의원의 사망으로 인해 치러진 1952년 대한민국 재보궐선거에서 대한국민당 윤치영 후보가 당선되었다.

### 대한민국 제3대 국회의원 선거
|  | 27.97% |

|  | 12.50% |

|  | 12.28% |

|  | 8.48% |

|  | 8.30% |

|  | 7.33% |

|  | 6.98% |

|  | 5.31% |

|  | 5.23% |

|  | 3.64% |

|  | 1.92% |

|  | 0% |

### 대한민국 제4대 국회의원 선거
|  | 42.57% |

|  | 41.49% |

|  | 15.92% |

### 대한민국 제5대 국회의원 선거
|  | 25.16% |

|  | 20.30% |

|  | 17.32% |

|  | 14.60% |

|  | 7.57% |

|  | 5.62% |

|  | 4.63% |

|  | 3.39% |

|  | 1.37% |